# 約許爾許爾夏山
71°53′S 6°40′E / 71.883°S 6.667°E

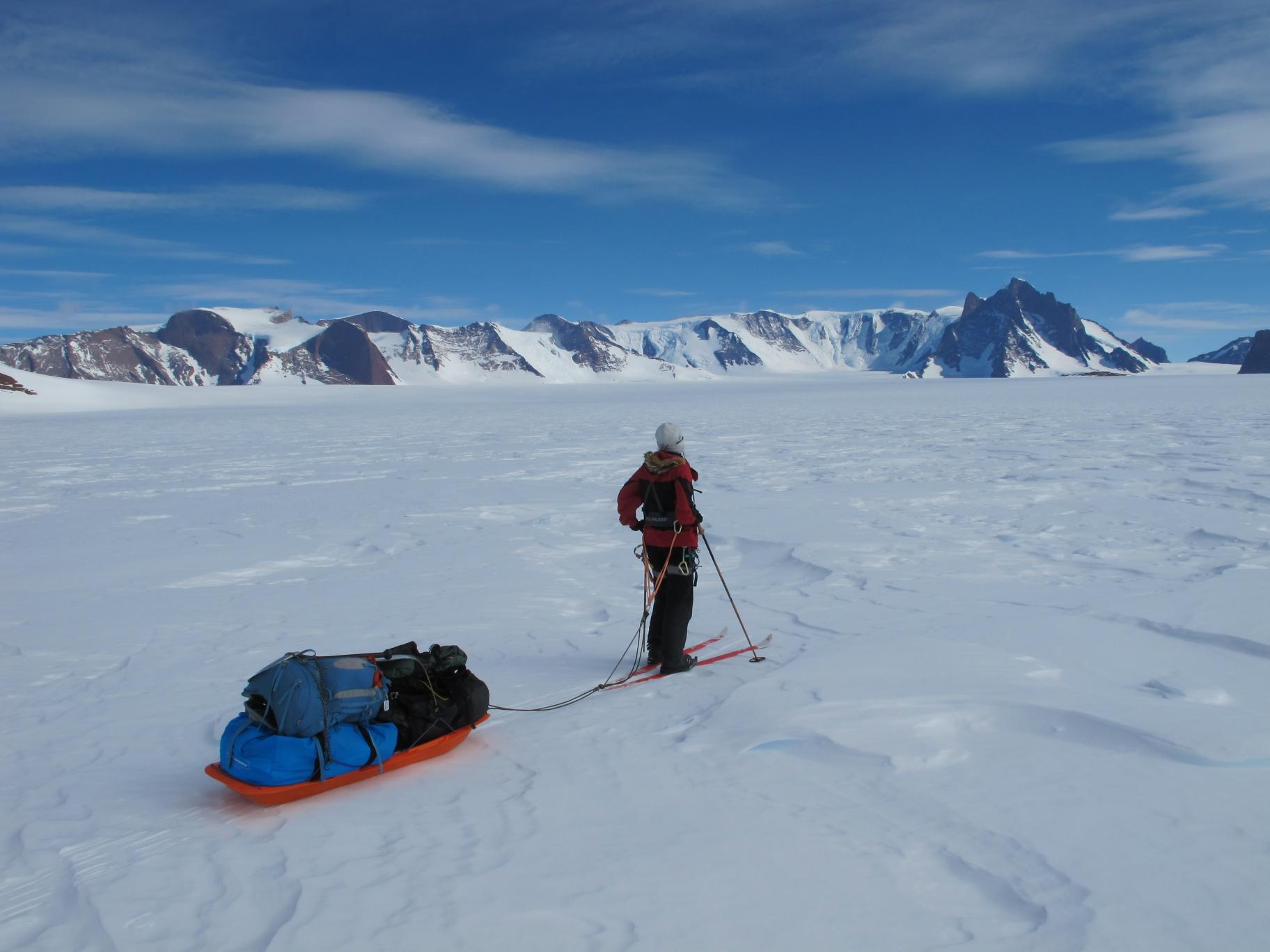

約許爾許爾夏山（挪威語：Jøkulkyrkja）是南極洲的山峰，屬於穆利格-霍夫曼山脈的一部分，海拔高度3,148米，是毛德皇后地的最高點，人類首次在1994年1月首次登頂。

## 外部連結
- Scientific Committee on Antarctic Research (SCAR)